# بومانور قاعة
قاعة بومانور (Beaumanor Hall) هي منزل فخم يقع ضمن حديقة في قرية وودهاوس الصغيرة، عند أطراف غابة تشارنوود، بالقرب من بلدة لوفبرا في ليسترشاير، إنجلترا. شُيدت القاعة الحالية بين عامي 1842 و1848 على يد المهندس المعماري ويليام رايلتون لصالح عائلة هيريك، بالرغم من وجود قاعات سابقة في الموقع منذ القرن الرابع عشر.
لعب المبنى دورًا استخباراتيًا مهمًا خلال الحرب العالمية الثانية. تُصنف القاعة حاليًا كمبنى مدرج من الدرجة الثانية.

## تاريخ حديقة بومانور

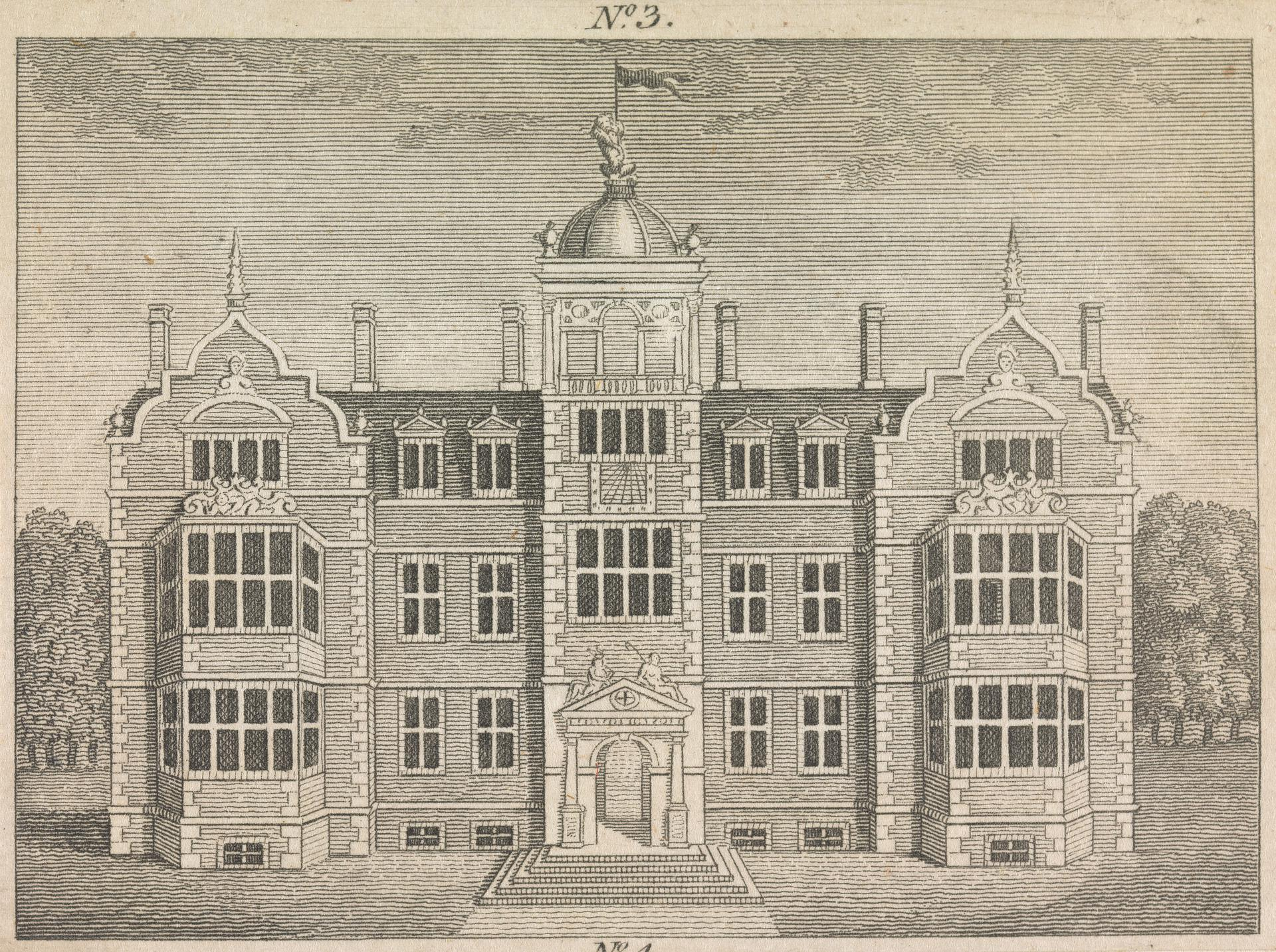
بومانور القديمة

بعد الغزو النورماندي، أصبحت الأرض في المنطقة ملكًا للهيو دافرانش، إيرل تشيستر الأول. في القرن الثالث عشر، انتقلت الملكية إلى عائلة ديسبينسر، التي أسست حديقة للغزلان ونزلًا للصيد فيما يُعرف الآن باسم بيومينور.
في عام 1327، آلت الأرض إلى هنري دي بومونت، الذي بُني له منزل جديد، هو قصر بومونت، في عام 1330. كما بنى بومونت الكنيسة القريبة في عام 1338. استُبدل هذا المنزل ببناء جديد عام 1595 لصالح السير ويليام هيريك،، الذي كان مسؤولًا حكوميًا في عهد الملكة إليزابيث الأولى وعضوًا في البرلمان عن ليستر لاحقًا.
بعد الغزو النورماندي، أصبحت الأرض في المنطقة ملكًا لـهيو دافرانش، إيرل تشيستر الأول. في القرن الثالث عشر، انتقلت الملكية إلى عائلة ديسبينسر، التي أسست حديقة للغزلان ونزلًا للصيد فيما يُعرف الآن باسم بيومينور.
في عام 1327، آلت الأرض إلى هنري دي بومونت، الذي بُني له منزل جديد، هو قصر بومونت، في عام 1330. كما بنى بومونت الكنيسة القريبة في عام 1338. استُبدل هذا المنزل ببناء جديد عام 1595 لصالح السير ويليام هيريك، الذي كان مسؤولًا حكوميًا في عهد الملكة إليزابيث الأولى وعضوًا في البرلمان عن ليستر لاحقًا.
خضع المنزل لتغييرات واسعة النطاق حوالي عام 1610، وظل قائماً حتى عام 1725، عندما استُبدل بمنزل أصغر اكتمل بناؤه في عام 1726.  هُدمت القاعة الثالثة في عام 1842، وبُنيت القاعة الحالية لويليام هيريك على مدى سبع سنوات بين عامي 1842 و1848 على يد ويليام رايلتون بالطراز اليعقوبي. قام ببناء القاعة المقاول جورج بريدجارت من ديربي، [مبالغة في الأهمية؟]مستخدماً حجارة من محاجر ديربيشاير، بشكل أساسي من دافيلد وأشوفر، مع أرضيات من رخام أشفورد. عند اكتماله، بلغت تكلفة المبنى 37,000 جنيه إسترليني. 

## عائلة هيريك

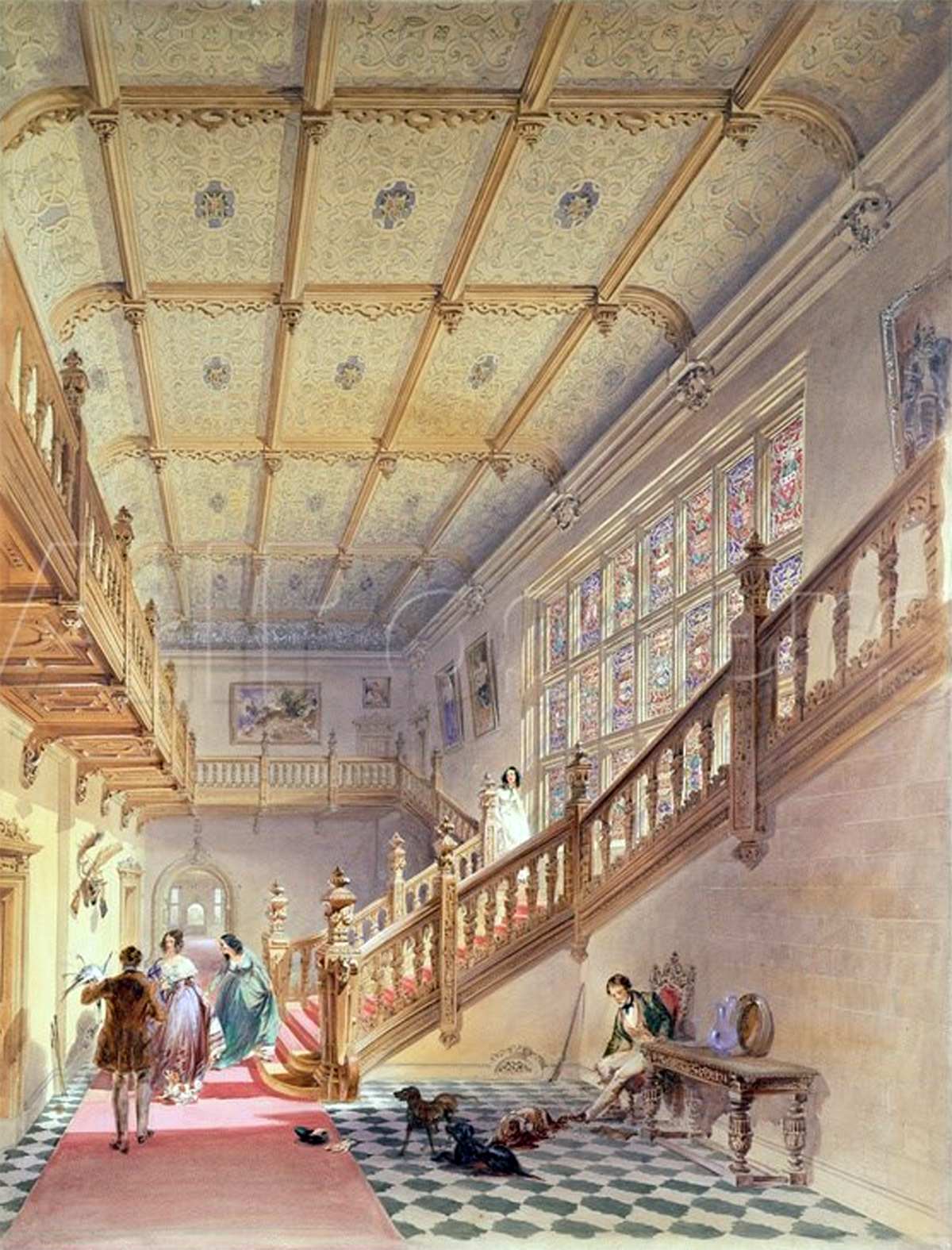
الجزء الداخلي في قاعة بومانور حوالي عام 1850

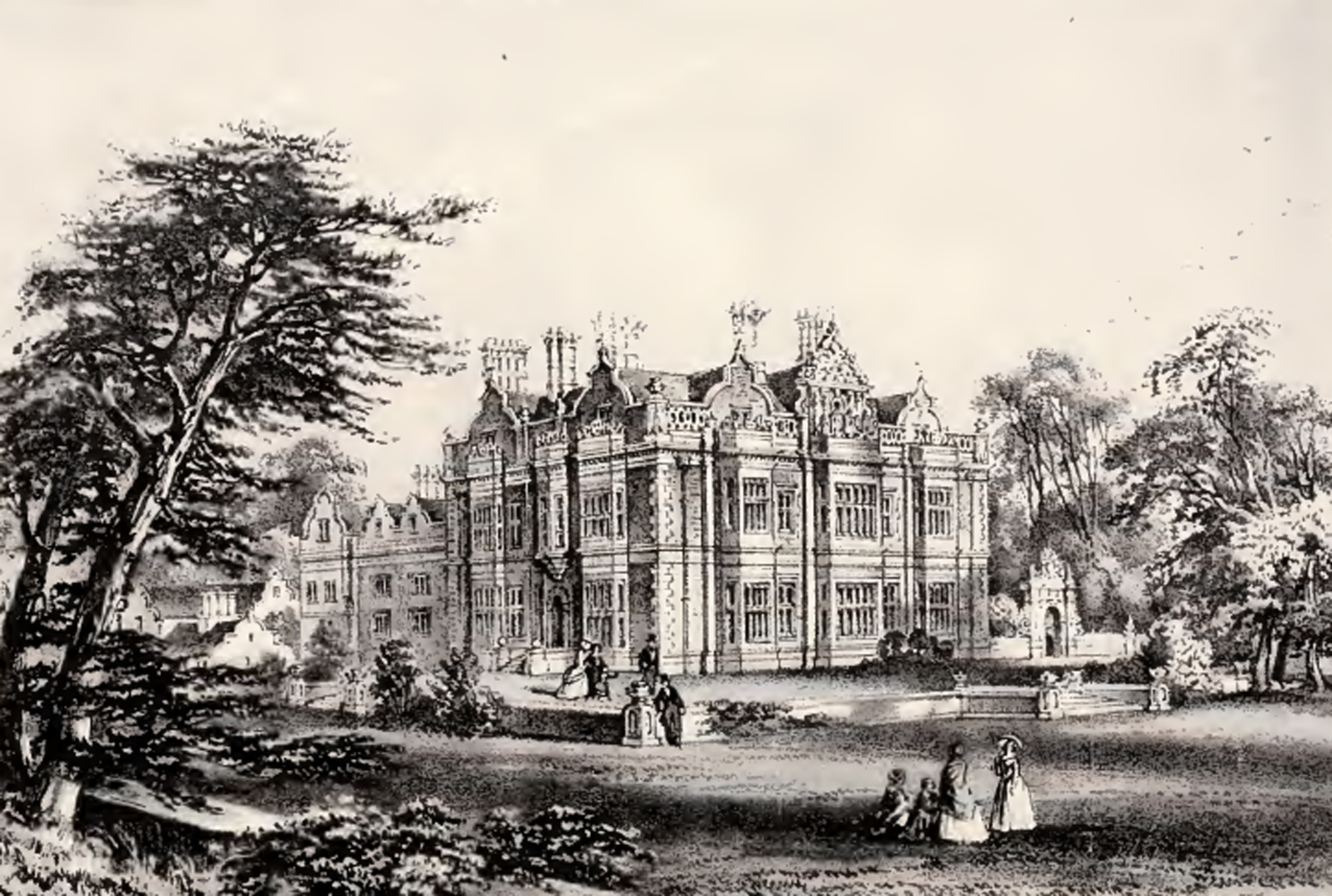
نقش قاعة بومانور حوالي عام 1850

وُلِد ويليام بيري هيريك (1794-1876)، الذي بنى المنزل الحالي في حوالي عام 1850، في ولفرهامبتون عام 1794. كان والده توماس بينبريدج هيريك، وهو محامٍ، ووالدته ماري بيري، ابنة جيمس بيري من إيرديسلي بارك. أمضى ويليام طفولته في منزل عائلته، ميريديل هاوس (المعروف حالياً باسم منزل بانتوك) في وولفرهامبتون.
درس هيريك في جامعة أكسفورد وأصبح محامياً. في عام 1832، ورث ممتلكات بومانور بعد وفاة عمه الذي لم يكن لديه ورثة ذكور. كما ورث إيرليسلي بارك عام 1852 عند وفاة خاله جيمس بيري. أسهمت هذه الممتلكات والأراضي المرتبطة بها في جعله ثرياً للغاية.
عاش ويليام مع أخته الصغرى ماري آن هيريك (1796-1871) في بومانور لسنوات عديدة. ورثت ماري آن ثروة من والدتها، واشتهرت بسخائها، وقد ورد وصفٌ لكرمها في كتابٍ عن مقاطعة ليسترشاير، جاء فيه:
كانت هذه السيدة المُحسنة من كبار المتبرعين للكنيسة، ويصعب حصر عطاياها السخية. من أبرز الأمثلة على كرمها: دور الإيواء في وودهاوس، التي شُيدت عام 1856؛ ومنزل مدير المدرسة ومعلمتها في وودهاوس إيفز، الذي بُني عام 1860؛ ومدرسة الأطفال في الرعية نفسها، التي بُنيت بعد ست سنوات. كما ساهمت في بناء المستوصف في لوفبورو، الذي أُنشئ عام 1862 بتكلفة 5000 جنيه إسترليني، وقد تقاسم شقيقها، ويليام بيري هيريك من بومانور، تكلفة هذين العملين الخيريين الأخيرين.
م قدم ويليام بيري هيريك أيضًا تبرعات كبيرة للكنيسة الأنجليكانية. ففي عام 1872، تكفل بتكاليف بناء كنيسة القديس مرقس في ليستر، بمساعدة من أخته. 
في عام 1862، تزوج ويليام من صوفيا كريستي (1831-1915)، التي كانت تصغره بـ 37 عامًا. كانت صوفيا ابنة المحامي اللندني جوناثان هنري كريستي. لم ينجب الزوجان أطفالًا. توفيت أخته ماري آن، التي كانت لا تزال تقيم في بومانور، في عام 1871، بينما توفي ويليام في عام 1876. ترك ويليام جميع ممتلكاته لزوجته صوفيا، ومع وفاتها، آلت هذه الممتلكات إلى قريبه مونتاغو كيرزون.
تولت صوفيا إدارة عقار بومانور لمدة أربعين عامًا لاحقة، وحظيت بتقدير كبير من قبل مستأجريها. وقد حافظت على عدد كبير نسبيًا من الموظفين في المنزل، من بينهم مدبرة المنزل إليزابيث إيليربيك (1843-1919) التي عملت معها لأكثر من ثلاثين عامًا.
توفيت صوفيا في عام 1915. آلت ملكية بومانور بعد وفاتها إلى قريب ويليام، ويليام مونتاغو كيرزون، الذي أضاف لقب "هيريك" إلى اسمه في نفس العام، ليصبح ويليام مونتاغو كيرزون-هيريك، وذلك بعد أن أصبح المالك الجديد للعقار.

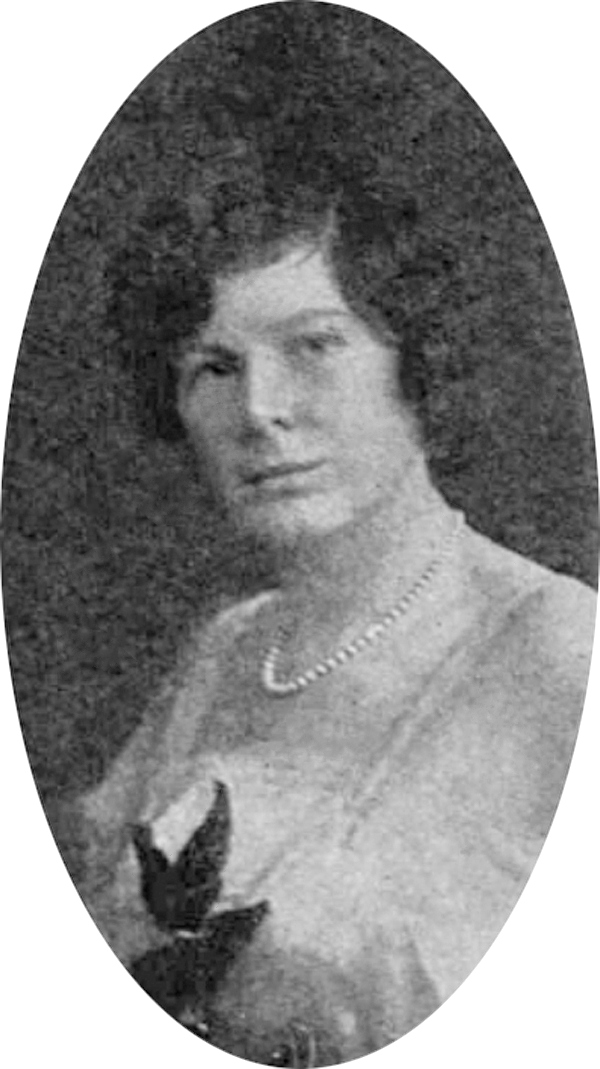
كاثلين هاستينغز

وُلد ويليام مونتاغو كيرزون-هيريك (1891-1945) في لندن عام 1891. كان والده العقيد مونتاغو كيرزون، الذي عينه ويليام هيريك وريثًا له بعد وفاة زوجته صوفيا.في عام 1898، انتقلت العائلة إلى مسكن جاراتشاي، وهي قرية قريبة من بومانور كانت صوفيا قد بنتها مؤخرًا. توفي مونتاغو في عام 1907، وبالتالي لم يتمكن من استلام الميراث. تزوجت زوجته إسمي مرة أخرى من القس ويليام آرثر كينج، قس وودهاوس، في لندن بتاريخ 26 أكتوبر 1909، واستمرت العائلة في العيش في جاراتشاي. توفيت إسمي عام 1939.
بعد وقت قصير من وراثة ويليام مونتاغو كيرزون-هيريك لممتلكات صوفيا، تزوج من مود كاثلين كيرنز بلانتاجنت هاستينغز (المعروفة باسم كاثلين)، وهي ابنة الإيرل الخامس عشر لهانتينغدون. 

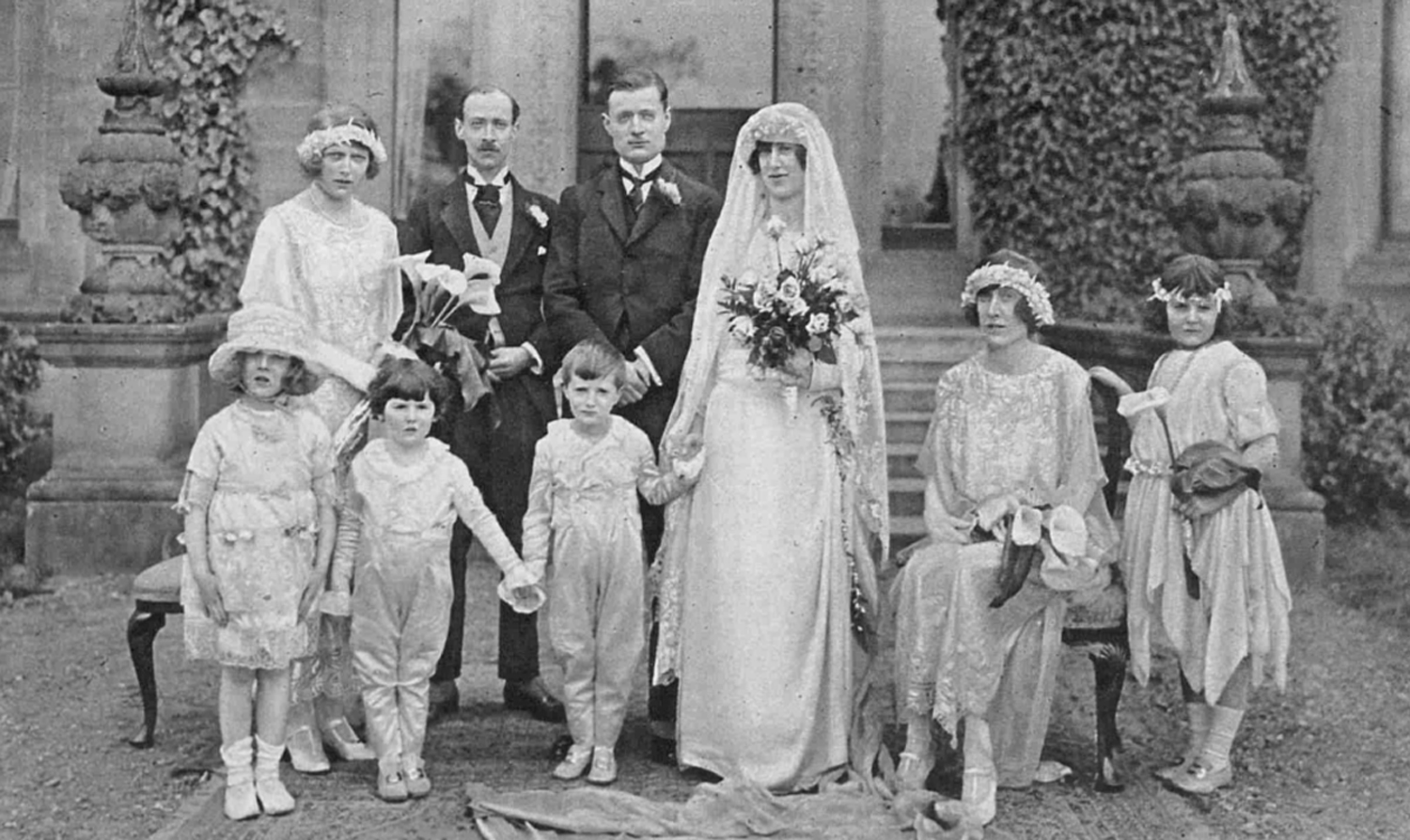
حفل زفاف دوروثي هاستينغز واللورد إيلثام عام 1923

في عام 1923، استضافت بومانور حفل زفاف بارز حظي بتغطية إعلامية واسعة في الصحف. كان هذا الزواج يجمع بين دوروثي هاستينغز، ابنة عم كاثلين، واللورد إيلتام، ابن أخ الملكة. وقد وصفت إحدى الصحف الحفل كالتالي:
ارتدت العروس، التي قدمها والدها، فستانًا من الساتان الكريمي تميز بذيل طويل مزين بـزهر البرتقال على الجانب الأيسر، وأكمام طويلة ضيقة، وقطار من القماش الذهبي. أكملت إطلالتها بـحجاب من دانتيل بروكسل، وهو إرث عائلي من عائلة العريس. حملت باقة من الورود الكريمية الداكنة، وتزينت بـشريط من اللؤلؤ وقلادة من الماس، وهي هدية مقدمة من الملكة.
حضرت الحفل وصيفتان للعروس، ارتدتا فساتين من الساتان الأزرق الفاتح، مع حجاب من دانتيل فضي ثقيل، وأكمام زرقاء فاتحة، وحزام من الشيفون. حملتا باقات من زنابق الزعفران، وتزينتا بسهام من الماس، وهي هدية مقدمة من العريس. 

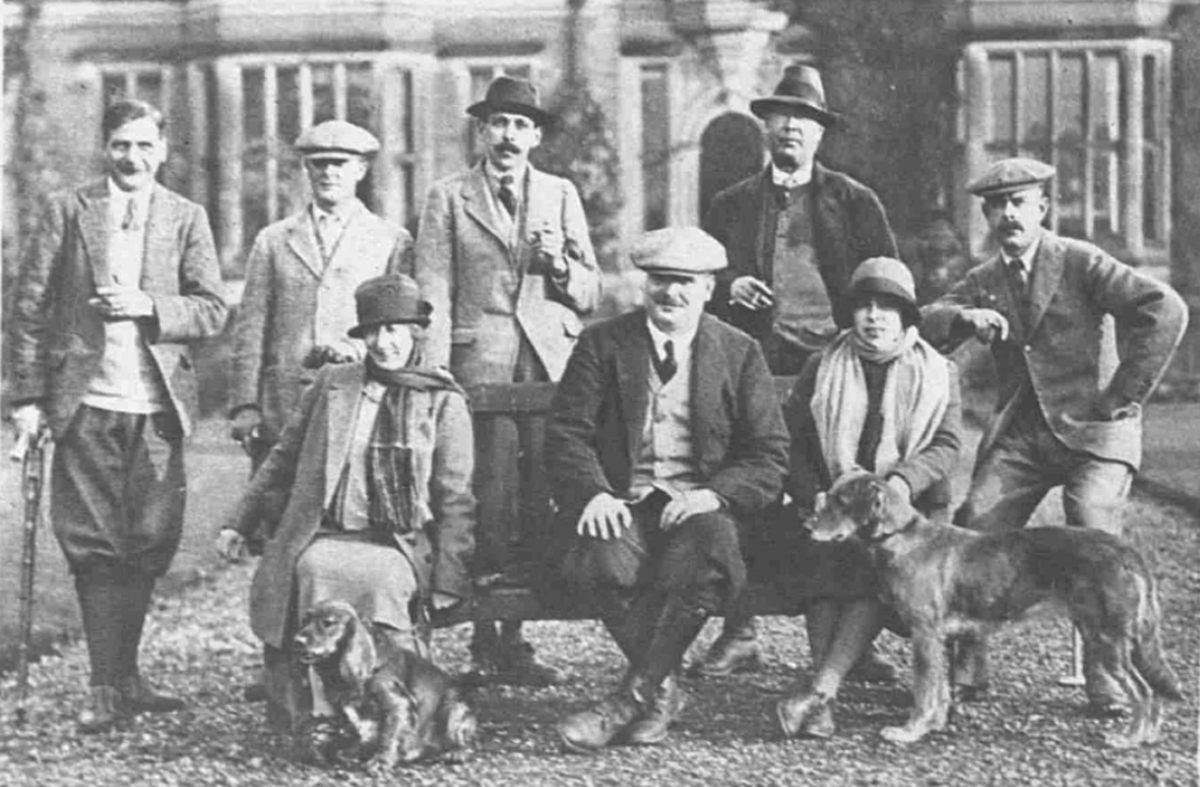
حفلة منزلية في بومانور في عام 1926. يجلس ويليام مونتاجو كيرزون هيريك في الوسط

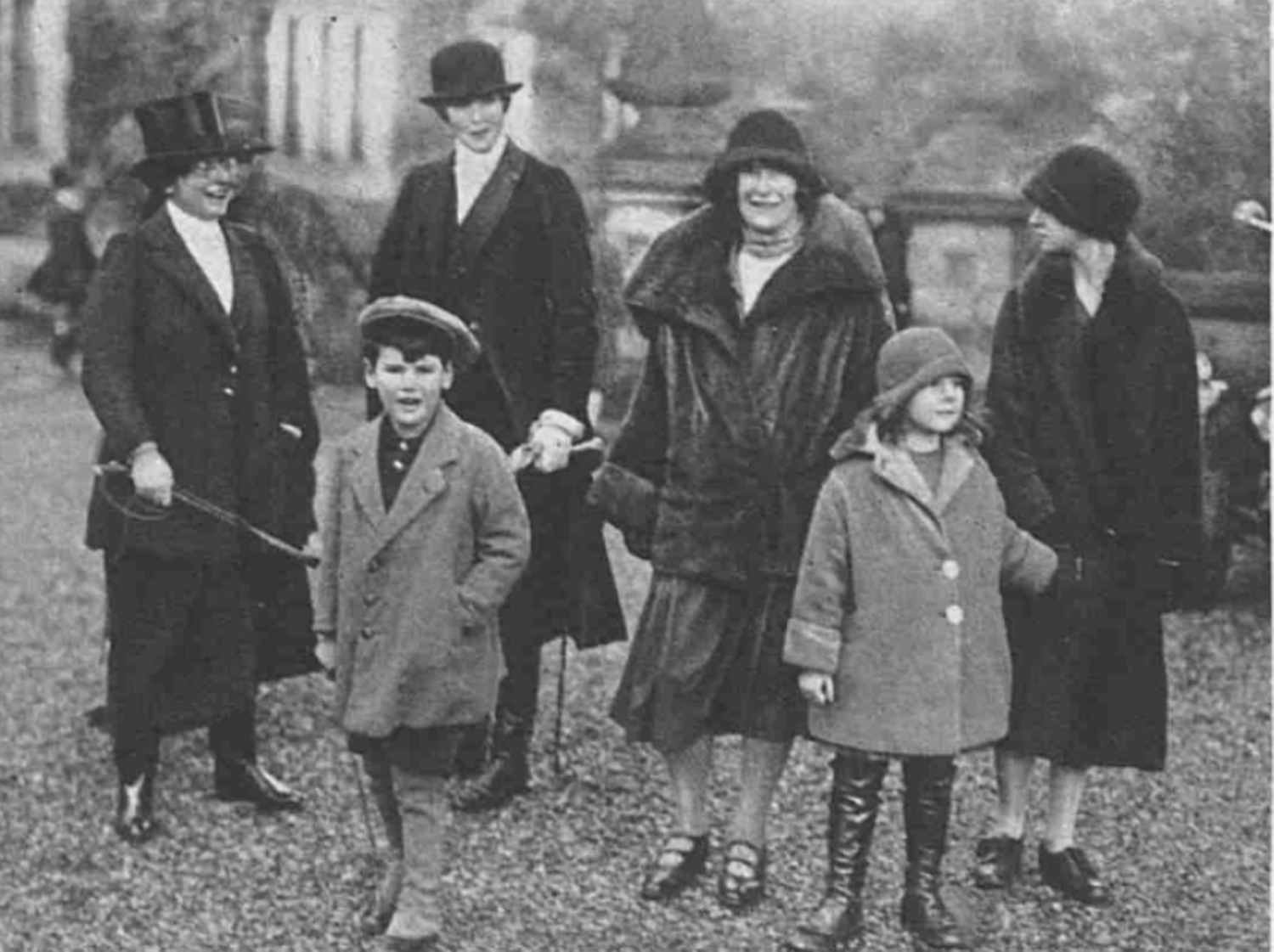
حفلة منزلية في بومانور عام 1926

كان ويليام وكاثلين يقيمان بشكل متكرر حفلات منزلية في بومانور. تُظهر إحدى هذه الحفلات التي أقيمت عام 1926 في الصورة.
احتفظت عائلة هيريك بملكية الحديقة حتى فترة وجيزة قبل اندلاع الحرب العالمية الثانية في عام 1939. تتألف التركة من قاعة بومانور و6500 فدان من الأراضي، وتشمل هذه الأراضي العديد من المزارع، وبيكون هيل (Beacon Hill)، وصخور هانجينغستون (Hangingstone Rocks)، وكنيسة القديسة ماري في إيلمز (St Mary in the Elms)، وبيت القسيس (Garats Hay)، بالإضافة إلى منازل العمال والبيوت الريفية على طول طريق فورست رود (Forest Road)، و350 فدانًا (1.4 كم²) من الحدائق. . 
في عام 1939، استولى مكتب الحرب على عقار بومانور بالكامل، بما في ذلك جاراتس هاي. نتيجة لذلك، انتقل القس الذي كان يقيم في العقار إلى كوخ في القرية.
أصبحت حديقة بومانور خلال الحرب العالمية الثانية محطة استماع سرية حيث كان يتم اعتراض إشارات العدو المشفرة (شفرة مورس ). كانت هذه الإشارات تُرسل يوميًا بواسطة الدراجة النارية إلى محطة X الشهيرة في حديقة بليتشلي لفك تشفيرها. وكان من المقرر أن تكون حديقة بومانور المقر الرئيسي لمجموعة "Y" التابعة لوزارة الحرب طوال فترة الحرب.
بعد انتهاء الحرب العالمية الثانية في عام 1945، عادت ملكية التركة إلى عائلة هيريك. ومع وفاة ويليام مونتاجو كيرزون-هيريك، انتقلت ملكية بومانور إلى المقدم أشتون بن كيرزون هاو-هيريك. في عام 1946، قرر المقدم هاو-هيريك بيع أصوله لأسباب مالية، بما في ذلك رسوم الوفاة.في مزاد عُقد بقاعة مدينة قاعة مدينة لوفبورو يومي 20 و21 ديسمبر 1946، اشترت وزارة الحرب كلًا من قاعة بومانور وجاراتس هاي وبعض الأراضي المحيطة المباشرة التي كانت قد استُخدمت خلال فترة الحرب.

### تاريخ قاعة بومانور 1939-1970
منذ عام 1939، كانت القاعة نفسها تستضيف مدرسة الاستخبارات رقم 6. وقد استُخدمت الغرف داخل قاعة بومانور كمركز تدريب للموظفين المدنيين العاملين في مكتب البريد والخدمة المدنية و<b>البحرية التجارية</b> . كما تم تدريب أفراد عسكريين داخل القاعة من سلاح الإشارات الملكي والبحرية الملكية والقوات الجوية الملكية.
تم استخدام الأقبية الشاسعة الممتدة تحت المبنى بأكمله كورش عمل للكهربائيين. أما المباني الخارجية والإسطبلات الواقعة على جانبي القاعة وخلفها، فقد خُصصت كورش عمل متنوعة. وشملت هذه المنشآت منصات جوية، ومخزنًا للثكنات، ومكتبًا للنقل الآلي (MT)، وورشة عمل لإصلاح المركبات، ومختبرًا لميكانيكا الأجهزة.
بحلول أواخر عام 1941، غادر معظم أفراد البحرية الملكيةوالقوات الجوية الملكية للقيام بواجباتهم في محطات "Y" أخرى، وأصبح الجزء الرئيسي من الموقع تابعًا لسلاح الإشارات الملكي. استمر العسكريون في تلقي التدريب داخل القاعة لمختلف المهام حتى نهاية الحرب. في فبراير 1942، وصلت أولى السيدات المدربات حديثًا في الخدمة الإقليمية المساعدة إلى بومانور، وتم إسكانهن في القرى المجاورة وقاعة جاراتس هاي.أصبحت محطة بومانور واحدة من أهم محطات التنصت الاستراتيجية القليلة، أو "محطات Y"، حيث كانت تعترض إرسالات الراديو المعادية وتنقل المعلومات إلى "المحطة X" في حديقة بليتشلي لفك التشفير والتحليل. من المعروف أن أحد التأكيدات الأولى على نجاح مهمة عملية العقاب تم تلقيه هنا. ويُشاع على نطاق واسع أيضًا أن مركز التنصت هذا كان على علم بتفاصيل مذبحة كاتين منذ وقت مبكر من عام 1941؛ ومع ذلك، لم يتم الإفراج عن ملفات الحكومة البريطانية للجمهور، لأن ذلك كان سيورط الجناة الناجين.
بحلول عام 1943، خُصصت الغرفة 61 في الطابق العلوي من القاعة لعمليات <b>لبصمات الراديو</b> (أكبر 13). استُخدمت هذه التقنية الجديدة لتحديد مجموعة الأجهزة اللاسلكية المحددة التي أُرسلت منها الإرساليات.
كانت الإشارات تُرصد باستخدام أجهزة استقبال متخصصة عند وصولها، مثل أنبوب أشعة الكاثود. بعد ذلك، كانت هذه الإشارات تُسجل على فيلم وتُطوّر. ثم تُستخدم جداول الضوء لمقارنة الإشارات بهدف التحقق من هوية المرسل. وكان أحد المدنيين من الاستخبارات العسكرية في بلتشلي بارك مسؤولًا عن هذه الغرفة.
كانت غرفة تسجيل اتجاهات الراديو تقع بجوار الفندق، وكانت مسؤولة عن الاحتفاظ بسجلات دقيقة لمواقع منشأ الإشارات.
في عام 1940، تم اختيار قطعة أرض تبلغ مساحتها عشرين فدانًا (حوالي 8.1 هكتار) شمال القاعة كموقع مثالي لبناء الغرف التشغيلية المطلوبة، والتي عُرفت بـ "الأكواخ". بُنيت هذه الأكواخ من الطوب بجدران مقاومة للانفجار، ووُضعت على مسافات متباعدة بشكل كافٍ لتقليل الأضرار الجانبية في حال وقوع غارة جوية. بعد الانتهاء من البناء، وُضع غطاء خارجي مُموّه فوق كل كوخ لإخفائه عن الأنظار.

### الأكواخ التشغيلية
استعانت مجموعة "Y" التابعة لمكتب الحرب بمهندس معماري كان جزءًا من فريق العمل المحلي في بومانور. كُلِّف هذا المهندس بتصميم غرف المجموعة والمباني الأخرى. كان الهدف هو إخفاء هذه المباني ودمجها في محيطها من خلال جعلها تبدو وكأنها مبانٍ خارجية عادية مرتبطة بمنزل ريفي. يُعتبر هذا الشكل من التنكر فريدًا في بومانور؛ فمن بين المواقع الأخرى التي استخدمها الجيش أثناء الحرب، كان مقر قيادة القاذفات في قاعدة هاي ويكومب الجوية الملكية هو الوحيد الذي تم تمويهه بهذه الطريقة.[بحاجة لمصدر]
في عام 1940، اختير حقل يمتد على مساحة عشرين فدانًا (حوالي 8.1 هكتار) شمال القاعة كموقع مناسب لبناء الغرف التشغيلية الضرورية، والتي عُرفت لاحقًا بـ "الأكواخ". لضمان السلامة وتقليل الأضرار المحتملة جراء الغارات الجوية، وُضعت الأكواخ على مسافات متباعدة بشكل كافٍ. بُني كل كوخ من الطوب بجدران مصممة لمقاومة الانفجارات، ثم زُود كل منها بغطاء خارجي مموه لإخفائه عن الأنظار.
أُخفيت الأكواخ بطرق متنوعة ومبتكرة: تم تصميم أحدها ليبدو كـسقيفة عربة مع حظيرة (الكود J)، بينما صُمم اثنان آخران ليبدوا كـأكواخ سكنية (الكودان H وI). أما الكوخ الرابع، فقد أُخفي ليبدو كـإسطبلات (الكود K)، والخامس تنكر في شكل كتلة زجاجية (الكود M). وأخيرًا، تم تصميم الكوخ G ليبدو كـجناح كريكيت كامل مع برج ساعة مزيف، لإخفاء وظيفته الحقيقية.
لتمييزها، مُنح كل كوخ حرفًا من الأبجدية. حملت الأكواخ الأربعة الواقعة على محيط الحقل الأحرف H وI وJ وK. كانت هذه الأكواخ مُخصصة لتكون الغرف الأربع الرئيسية، والتي احتوت على أجهزة الاستقبال اللاسلكية المُستخدمة لاعتراض الرسائل.
تم وضع جميع الكابلات وتغذية الهوائي في قنوات تحت الأرض. احتوى كل كوخ على أنبوب هوائي لإرسال الرسائل المكتوبة بخط اليد والمستلمة إلى الكوخ G، وذلك عبر أسطوانة تُسقط خلال الأنبوب. وكان نظام الأنابيب هذا أيضًا تحت الأرض وبعيدًا عن الأنظار.
لضمان إخفائها بعناية، زُوّدت الأكواخ الأخرى بواجهات خشبية، ووُضعت في المنطقة المشجرة خلف القاعة على جانبها الغربي. وقد رُمز لهذه الأكواخ بالأحرف A، B، C، D، E، و F.
كان مستمعو اللاسلكي من النساء اللواتي يرتدين الزي الرسمي لـ الخدمة الإقليمية المساعدة (ATS)، وقد تلقين تدريبهن في جزيرة مان. كانت مهمتهن اعتراض الرسائل الألمانية والإيطالية، التي كان الكثير منها مُشفّرًا بواسطة أجهزة إنجما . كانت هذه العملية تُعد من أصعب مهام جمع المعلومات الاستخباراتية نظرًا للطبيعة غير المتوقعة للتشفير. بعد جمعها، كانت المقاطع المعترضة تُرسل بواسطة ساعي دراجات نارية إلى بلتشلي بارك لفك التشفير. عُرفت النساء اللواتي عملن في بومانور بشكل جماعي باسم WOYGians.

## روابط خارجية
- تاريخ بومانور
- متحف بليتشلي بارك
- فرع غاراتس هاي للفيلق الملكي البريطاني